# Thollon
Cet article possède un paronyme, voir Tholon.
Le Thollon est un fromage à pâte persillée demi-cuite, au lait de vache et fabriqué en Savoie.
C'est un fromage au lait cru, cylindrique de 40 à 50 cm de diamètre, de 8 à 12 cm de haut et pesant de 5 à 12 kg. On y trouve 30 % de matière grasse sur sec.
Le Thollon est un des derniers représentants des fromages maigres de fabrication savoyarde. Traditionnellement lié à la fabrication du beurre, il n’était pas commercialisé, on le destinait à la consommation quotidienne familiale. On peut encore en acheter dans les environs de Thollon-les-Mémises.